# دره وزگا
دره وزگا روستایی است در شهرستان کوهرنگ، بخش بازفت، استان چهارمحال و بختیاری.